# 슈퍼파워 2

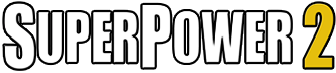

슈퍼파워 2(SuperPower 2)는 2004년 캐나다의 골렘랩스가 개발하고 드림캐쳐 인터랙티브가 발매한 전략 시뮬레이션 게임으로서, 국가를 운영하고 군사적 행동을 할 수 있는 실시간 전략 게임이다.

## 게임 방법

### 싱글 플레이 모드
싱글 플레이 모드의 목표는 국가를 선택, 미션을 골라 임무를 완수하는 것이다. 싱글 플레이 모드에는 가상 시나리오와 사용자 정의 게임이 있다. 또한 미션이 정치, 경제, 군사별로 다르다.

#### 가상 시나리오
가상 시나리오는 정해진 미션을 완수하는 것으로, 정치, 경제, 군사 세 부문으로 나뉘어 있으며 각 부문마다 세 개의 난이도가 있다. (각자 맞는 난이도를 선택해서 깰수있는 시스템을 지원한다.)
- 정치 부문
  - 터키: 유럽 연합 가입 (초급)

정치 조약의 가입 절차를 배울수 있는 미션
- - 보츠와나: 정치 안정도 상승 (중급)

정치 안정도가 야기 시키는 경제적, 정치적 효과에 대해 이해할 수 있는 미션
나이지리아 미션으로 나아가기 위한 작은 연습 미션이라고도 할 수 있다.
- - 쿠바: 미국이 쿠바에 가한 경제 봉쇄 해제 (상급)

경제 봉쇄의 효과 및 외교 관계의 개선, 그에 따른 경제적 효과를 체험할 수 있는 미션
(실제로 쿠바미션은 명확히 원인을 알 수 없는 버그로 인해 게임이 튕겨 종료되는 경우가 많은 관계로, 공략이 불가능하다고 추측된다.)
- 경제 부문
  - 프랑스: 경제의 건전함 상승 (초급)

금리와 경제생산의 관계를 이해할 수 있는 미션
- - 나이지리아: 자원 수요 충족 (중급)

전반적인 경제 생산과 수요를 가늠하고 자원 생산을 조절하는 방법을 배울 수 있는 미션
- - 사우디아라비아: 화석 연료 독점 (상급)

세계 시장에서 자원 점유율이 갖는 의미를 이해할 수 있는 미션
- 군사 부문
  - 미국: 이라크 침공 (초급)

시나리오에서 배웠던 부분 외에도 전쟁선포와 군사행동에 관해 필요한 방법을 배우고 시도해 볼 수 있는 미션

- - 캐나다: 핵무기 생산 (중급)

미사일 탑재 전략미사일의 개발부터 생산, 발사까지 모든 과정을 배울 수 있는 미션

- - 러시아: 구소련 영토 수복 (상급)

이제까지 다른 시나리오에서 배웠던 내용을 모두 사용하여 대규모 군사적 행동 및 첩보 활동을 대전략에 맞게 구상해 실행, 목적을 달성하는 방법을 배울 수 있는 미션

#### 사용자 정의 게임
사용자 정의 게임은 자신이 직접 국가를 선택해서 미션을 완수하는 것이다. 게임의 목표로는 세계 정복, 세계 평화 실현, 개발도상국 탈출, 자원 수요의 균형 맞추기, 1인당 GDP 50% 상승이 있다.
- 세계 정복 : 자국 이외의 모든 나라를 합병해서 정복하는 목표

- 세계 평화 : (이 목표를 달성하는 조건에 대해서는 아직 알려진 바가 없다. 세계정복을 완료하게 될 경우, 타국이 존재하지 않으므로 이 목표도 자동으로 달성된다.)

- 개발도상국 : (이 목표를 달성하는 조건에 대해서 명확히 알려진 내용은 없다. 일반적으로 경제성장을 하게 되면 어느 시점부터는 자동적으로 목표가 달성되게 된다.)

- 자원 수요의 균형 : 자국의 수요를 어떠한 방법을 동원해서든 만족시키면 된다.

일반적으로 경제성장을 시키는 방법을 사용하지만 경우에 따라서는 필요한 자원을 수입하는 방법을 병행하여 해결할 수도 있고, 수요 자체를 감소시키는 방법을 같이 사용할 수도 있다.
- 1인당 GDP 50% 상승 : 처음 시작했을 때 집계된 자국의 개인소득에서 절반정도를 더 상승시키면 목표가 완료된다. 역시 일반적으로 경제성장을 시키는 방법이 사용된다.

### 멀티 플레이 모드
멀티 플레이 모드는 온라인으로 전 세계 슈퍼파워2 유저들과 플레이를 할 수 있는 것으로, 싱글 플레이와 같은 여러가지의 선택 미션을 할 수 있다. 외 멀티에서는 이용자들끼리 방 내 규칙을 만들어 주로 플레이하기도 한다. 방법은 다음과 같다.
1. 1.5V Steam version
현재 정식 경로로 구매할 수 있는 버전이며, 온라인 서버 중계가 지원된다. 멀티플레이가 가능하다.
2. 1.4V 비정품
멀티플레이는 현재 gamespy의 공식적인 서버 중계 지원이 중단되어 tunngle이나 hamachi 와 같은 가상 네트워크 수단을 이용한 유저들간의 임의 플레이만 가능하다. 네이버 포럼에서 멀티플레이가 활발하게 이루어지고 있으나, 점차 스팀 버전으로 옮겨가는 추세에 있다.

## 스팀 에디션
배급사인 드림캐쳐 인터랙티브가 파산하여 노르딕 게임즈를 통해 2014년 4월 18일 그린라이트 투표로 출시되었으며,
스팀 에디션은 몇가지 개선사항과 HD 화질 지원 등 기존에 없던것들이 추가되었다,
또한 스팀 에디션은 멀티플레이가 가능하다.

## 평가
| 평가 |        |
| --- | ------ |
| 통합 점수 통합사 점수 메타크리틱 51/100 [ 1 ] 평론 점수 평론사 점수 CGW [ 2 ] 게임스팟 5.2/10 [ 3 ] 게임스파이 [ 4 ] 게임존 7.6/10 [ 5 ] IGN 4.5/10 [ 6 ] PC 포맷 51% [ 7 ] PC 게이머 (UK) 41% [ 8 ] PC 게이머 (US) 43% [ 9 ] PC 존 58% [ 10 ] |        |
| 통합 점수 |        |
| 통합사 | 점수   |
| 메타크리틱 | 51/100 |
| 평론 점수 |        |
| 평론사 | 점수   |
| CGW | [ 2 ]  |
| 게임스팟 | 5.2/10 |
| 게임스파이 | [ 4 ]  |
| 게임존 | 7.6/10 |
| IGN | 4.5/10 |
| PC 포맷 | 51%    |
| PC 게이머 (UK) | 41%    |
| PC 게이머 (US) | 43%    |
| PC 존 | 58%    |